# Maximilian Karner
Maximilian Karner (* 3. Jänner 1990 in Salzburg) ist ein österreichischer Fußballspieler.

## Karriere
Karner begann seine Karriere beim PSV Salzburg, ehe er 2002 zur Jugendabteilung von Austria Salzburg wechselte. Nach der Übernahme von Red Bull wurde er mit nur 15 Jahren sofort in die 2. Mannschaft von Salzburg, die Juniors, berufen. Er galt sofort als ein großes Salzburger Fußballtalent und spielte auch in den Jugendnationalmannschaften von Österreich.
Im Sommer 2007 erlitt er eine Herzmuskelentzündung und meldete sich nach einer harten Regenerationsphase, während der er sein Herz kaum belasten durfte, zur Herbstsaison 2008 zum Training bei den Juniors wieder zurück. Im Frühjahr erfolgte jedoch der nächste Rückschlag, Karner brach sich den Mittelfußknochen und fiel erneut 2 Monate aus.
Für die Saison 2009/10 meldete er sich wieder fit zurück und erkämpfte sich schnell einen Stammplatz unter Trainer Niko Kovač. Durch den Zwangsabstieg der Juniors in die Regionalliga West und starken Leistungen in der Ersten Liga verließ er Red Bull Salzburg und wechselte ins Innviertel zu SV Ried, wurde aber sofort an den SV Grödig verliehen.
Danach kehrte er zu den Riedern zurück, ehe er im Sommer 2013 von seinem ehemaligen ausleihenden Verein SV Grödig verpflichtet wurde.